# Manzing (Waldkirchen)
Manzing ist ein Ortsteil der Stadt Waldkirchen im niederbayerischen Landkreis Freyung-Grafenau.
Der Ort liegt an der ST2632 zwischen dem Kernort Waldkirchen und Böhmzwiesel im Norden.
Heute unterteilt sich der Ortsteil in zwei Bereiche, Manzing und das Gewerbegebiet Manzing. Die beiden Bereiche sind lediglich über die Staatsstraße miteinander verbunden. Fußwege führen durch ausgedehnte Wiesen und Felder, die intensiv durch die ansässigen Landwirte genutzt werden.

## Bevölkerung
Anfang 2017 lebten in Manzing 36 Einwohner.

## Wirtschaft
Der Ortsteil Manzing hat sich in der Vergangenheit analog der regionalen Wirtschaft entwickelt. Die nahezu 100%ige landwirtschaftliche Nutzung der Region spiegelte sich auch in Manzing wider. Seit den 1970er Jahren stellten 50 % der ansässigen landwirtschaftlichen Betriebe (2) den Betrieb ein, ein weiterer wird heute lediglich im Nebenerwerb geführt. Lediglich ein landwirtschaftlicher Betrieb kümmert sich noch heute um den Erhalt der Flächenstruktur der Umgebung. Durch die nahezu 100 Rinder in den Stallungen Manzings ist die Zahl an Rindviechern größer als die der Menschen.

## Sehenswürdigkeiten
In der Liste der Baudenkmäler in Waldkirchen ist für Manzing ein Feldkreuz aus dem 18. Jahrhundert aufgeführt. Es befindet sich an der Straße Waldkirchen-Böhmzwiesel.	